# Surveillance ciblée
La surveillance ciblée (ou interception ciblée) est une forme de surveillance, telle que l'écoute téléphonique, qui vise des personnes spécifiques d'intérêt et se distingue de la surveillance de masse (ou interception en masse). La surveillance ciblée et non ciblée est régulièrement accusée de traiter des personnes innocentes comme des suspects de manière injuste, de violer les droits de l'homme, les traités internationaux et les conventions ainsi que les lois nationales
,,,,,,,,,,,,,,,, et de ne pas assurer efficacement la sécurité.

## Description
Un rapport de 2014 adressé à l'Assemblée générale des Nations unies par le haut responsable des Nations unies chargé de la lutte contre le terrorisme et des droits de l'homme a condamné la surveillance électronique de masse comme une violation manifeste des droits fondamentaux à la vie privée garantis par de nombreux traités et conventions. Le rapport fait également une distinction entre la « surveillance ciblée » – qui « dépend de l’existence de soupçons préalables à l’encontre de l’individu ciblé ou de l’organisation ciblée » – et la « surveillance de masse », par laquelle « les États ayant un niveau élevé de pénétration d’Internet peuvent [...] accéder au contenu des téléphones et des e-mails d’un nombre pratiquement illimité d’utilisateurs et garder une vue d’ensemble de l/’activité Internet associée à des sites Web particuliers ».
La Chambre des Lords du Royaume-Uni fait également une distinction entre ces deux grands types de surveillance :

- La surveillance de masse est également connue sous le nom de surveillance « passive » ou « non dirigée ». [...] Elle ne cible pas un individu en particulier, mais recueille des images et des informations en vue d'une éventuelle utilisation future. La vidéosurveillance et les bases de données sont des exemples de surveillance de masse.
- La surveillance ciblée est une surveillance visant des individus particuliers et peut impliquer l'utilisation de pouvoirs spécifiques par des organismes publics autorisés. La surveillance ciblée peut être effectuée ouvertement ou secrètement et peut impliquer des agents humains. En vertu de la Regulation of Investigatory Powers Act 2000 (RIPA), la surveillance secrète ciblée est « dirigée » si elle est effectuée dans le cadre d'une enquête ou d'une opération spécifique. En revanche, si elle est effectuée dans des locaux désignés ou dans un véhicule, il s’agit d’une surveillance « intrusive ». Les méthodes de ciblage comprennent l’interception des communications, l’utilisation de données de « trafic » de communication, des dispositifs de surveillance visuelle et des dispositifs qui détectent les mouvements, les objets ou les personnes.

Seule l'interception ciblée des données de trafic et de localisation afin de lutter contre les crimes graves, y compris le terrorisme, est justifiée, selon une décision de la Cour de justice européenne,,.